# 鄧有立
鄧有立（1949年—2019年11月8日），臺灣嘉義縣民雄鄉人，創辦中華卡通公司，發行臺灣第一個動畫電影《封神榜》等作品，並組織協會為臺灣培育動畫人才。

## 生平

### 早年生涯
鄧有立為1949年生於嘉義縣民雄鄉，兄弟姐妹總共九人，因家境清寒只能完成小學學業。從十三歲開始，鄧有立染上不良嗜好，成了父母、親朋們眼中的問題人物，直到十八歲時父親去世才醒悟。
鄧有立北上在一家出版社做打雜工，每月薪水僅五十元薪水。他到來台北學習畫漫畫，但一個月稿費僅台幣七十五元，讓他改立志想當動漫行業的老闆。二十歲，他在光復南路開畫室，專教小孩子們畫漫畫，但經營不善，為還債便到臺北市松山區挖了半年煤礦。

### 創立公司
鄧有立對動畫影片製作的熱衷，出於對自己一兒一女偏愛。兒子鄧橋曾幫父親參與創造《蝴蝶夢－梁山伯與祝英台》、《少林傳奇》以及自製《媽祖》、《八仙過海》等動漫作品，後來創立綺泰事業。
當趙澤修從美國回來為光啟社主持動畫製作時，鄧有立想應徵卻因學歷太低被婉拒，直到東寶株式會社到臺灣加工製作動畫影片，鄧有立才有機會接受正式的製作原理和技術。中華民國與日本斷交時，一家公司的二十多位本土畫師因此失業，鄧有立便找其中八位來成立動畫公司。1971年5月，中華卡通公司在台北市光復南路463之1號二樓成立。剛開始成立，鄧有立對動畫製作僅有的知識，只是加工日本動畫時所學到的初淺知識。在經濟拮据下，得維持生活及購買卡通製作器材，這群以國立藝專、復興美工學歷組成的員工白天得需去各幼稚園兼差繪牆壁，晚間一部份人要上夜校，其他人就製作動畫。九個人做了半年多，便有五位離職。
中華卡通公司創業作品，是朱明燦在1971年導演的《新西遊記》。在攝製此片時，由於買不起四十萬台幣日本製卡通攝影台，鄧有立便花了二百多塊錢自製一個克難的卡通攝影台，讓楠部大吉郎等人看到時不禁發笑。此片僅達十分鐘，花費了鄧有立等同伴出資的五萬元，最後還賣不好賠錢。

### 獲得名聲
雖《新西遊記》不成功，但鄧有立因此得到了中視總經理黎世芬二十萬的借款，又受黎世芬幫助得到行政院青輔會青年創業貸款。代表東寶公司的楠部大吉郎則因《新西遊記》，還前後找鄧有立談過數次合作，但兩方沒談成功。
1972年，鄧有立與中華文化復興委員會接洽，幫攝製《國民生活須知》動畫。此片由行政院青年輔導委員會資助，導演為吳萬來，於10月份在全臺灣的學校與軍中等單位撥放。
1973年3月29日青年節，救國團以鄧有立有「繪製彩色卡通影片極有成就」為理由，與林健成、曾國超、李大維、溫世仁、林百里、黃錦標、黃傳生等獲得救國團青年獎章。鄧有立在該年自己編導《中國文字的演變》，6月11日撥放給政府機關負責人。此片得到1973年金馬獎特別獎後，他又重新攝製，加上了注音符號，參加次年在台北舉行的亞洲影展。
1975年，教師節，鄧有立獲得十大傑出青年。

### 投資失敗
過去日本動畫曾有約一半是在臺灣的公司代工，如《科學小飛俠》是上上卡通、《無敵鐵金剛》是基甸卡通、《小叮噹》則是新映卡通。對此，鄧有立一向表示不屑為外國業者加工，而以製作動畫長片、吸引投資為發展目標，還與專門代工美國動畫的宏廣卡通公司發生挖角的嫌隙。
中華卡通公司展開了製作動畫長片的計劃，在找過香港的邵氏和嘉禾兩電影公司碰壁後，改與張英主持的南海公司合作《封神榜》。此片源自蔡志忠的漫畫，是兩岸三第一部寬銀幕、彩色的動畫長片。1973年9月開始製作，動員六十多位美工人員，全部繪製圖片達十二萬張。九十分鐘的長片就需八十多種進口的專用顏料，合計四百多公斤，費用達美金二千餘元。由於受到第一次石油危機，製作費從原來預新台幣四百萬元，增加到六百萬元。張英回想，包括賽璐珞片與顏料都特地從日本進口，因關稅關係，還花上雙倍的價錢來製作。之前製作《新西遊記》時，是用王樣廣告顏料加上膠水。當時面對業界請求政府減免專用顏料關稅以幫助臺灣正萌芽的動畫事業，國貿局沒正面回應。之後，《封神榜》在萬國院線上片時，票房慘敗。
面對《封神榜》失敗，鄧有立認為並不能代表動畫長片在國內一定沒有市場，此片真正失敗的原因是本身的攝製水準。1976年，為了尋覓製作動畫資金，他曾計畫作起公共場所長椅，構想靠背部份用作政府宣傳專欄外，剩餘部份則闢作廣告，剩下盈餘作動畫資金。
《封神榜》失利四年後，鄧有立找來今是公司的俞曉佩來當製片，再把製作《封神榜》的原班人馬集合起來開拍《三國演義》動畫。自1978年9月開拍，計畫片長長度一百卅分鐘。11月14日舉行樣片試片，內容為桃園三結義、張飛打督郵等。之後，俞曉佩、謝台春等人員工紛紛離職，使工作進度受到影響，損失了三百萬元。時任宏廣公司背景設計師的游龍輝，曾批評此電影毛病出在動畫與背景的組合不佳，但水準不錯。因中華卡通無自己院線，在1979年暑假計畫上映時，請人看片被回絕、包底上片居然也無人問津。這部由蔡明欽導演，得到1980年金馬獎。

### 振作再起
一連串打擊使鄧有立陷入低潮，轉行做國小幼教書漫畫、幼兒互動教學軟體。1980年，鄧有立和華視關係企業華國公司簽約，合作拍攝幼兒教育的錄影帶，供幼稚園作為教學教材。鄧有立也與施振榮合作，為個人電腦「小教授二號」設計電腦輔助教學軟體，長期簽約給幼稚園使用，但沒算進硬體更換所需的成本，以致於投資無法成功。鄧有立組織一百二十位動漫專家，將小學教科書改編成漫畫書與視聽教學節目。1983年，中華卡通公司的《中華卡通兒童漫畫故事專輯》，獲教育部優良兒童連環漫畫第一名。
1991年，鄧有立進軍中國大陸市場。1993年，以電視影集《小太極》獲得金鷹獎最佳動畫美術片。
2002年，鄧有立投入數位內容動畫產業，於2003年與中央電影公司合作，出品的動畫電影《蝴蝶夢-梁山伯與祝英台》，以及後來的動畫《少林傳奇》，在兩岸打響知名度。鄧有立為培訓動畫人才，2006年和蔡志忠等人創立台灣動漫創作協會，並找來施振榮，在台灣科技大學與國立臺灣師範大學開辦產學合作班。2008年，鄧有立接受《經濟日報》為昔日的十大傑出青年採訪時，談起了當初失敗又再起的心路歷程。
2019年11月8日，鄧有立去世。次年1月19日，台灣動漫創作協會與台灣微電影創作協會為其在台灣大學校友會館四樓會議室舉行追思會。